# Jerzy Wawrzak
Jerzy Wawrzak (ur. 16 grudnia 1936 w Częstochowie, zm. 2 stycznia 2023 w Rokitnicy) – polski poeta, prozaik oraz autor sztuk scenicznych.

## Życiorys

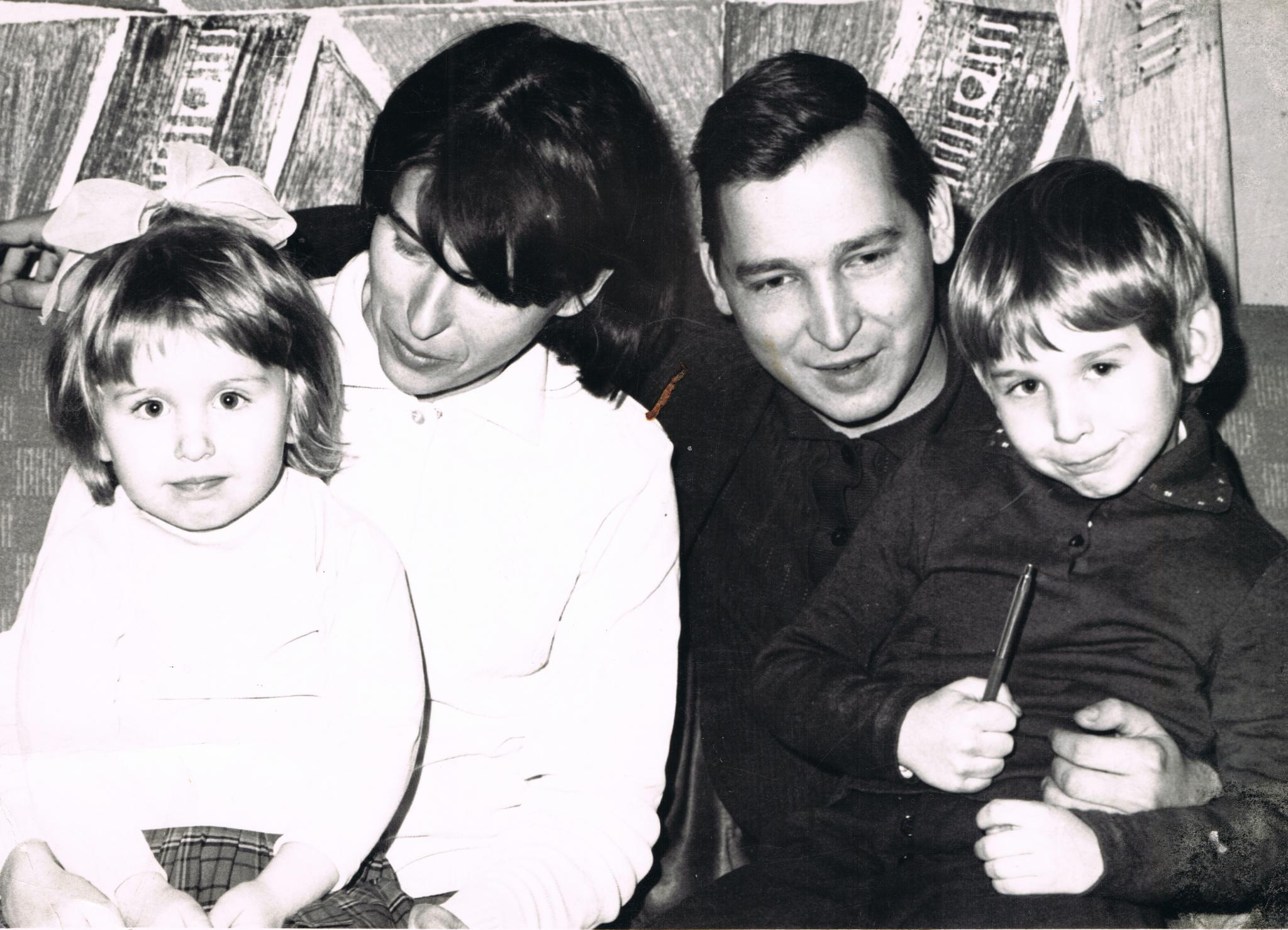
Jerzy Wawrzak z rodziną – Opojowice, przełom lat 60/70 XX w.

Ukończył studia na Wydziale Metalurgicznym Politechniki Częstochowskiej. Był współzałożycielem i członkiem częstochowskiej Grupy Literackiej „Profile” (1959–1964). Debiutował na łamach prasy jako poeta w styczniu 1959 roku. Od 1972 roku mieszkał w Łodzi. W latach 1972–1982 był naczelnym redaktorem tygodnika „Odgłosy”. Od 1982 był redaktorem naczelnym oddziału Krajowej Agencji Wydawniczej w Łodzi. W 1973 roku otrzymał nagrodę Ministra Kultury i Sztuki za powieść Linia, która została zekranizowana przez Kazimierza Kutza w 1974 roku.
Członek Związku Literatów Polskich, m.in. prezes Zarządu Oddziału Łódzkiego (1974-1980), członek Związku Młodzieży Polskiej (1950-1956), Związku Młodzieży Socjalistycznej (1957-1959) oraz PZPR (od 1960). Wieloletni członek Komitetu Wojewódzkiego PZPR w Łodzi.
Zmarł 2 stycznia 2023. Został pochowany na cmentarzu komunalnym Doły w Łodzi.

## Nagrody i odznaczenia
- nagroda resortowa
- nagroda Centralnej Rady Związków Zawodowych
- Nagroda indywidualna Trybuny Ludu (1978)[7]
- nagroda Trybuny Ludu I stopnia (1986)[8]
- Krzyż Kawalerski Orderu Odrodzenia Polki
- Złoty Krzyż Zasługi
- Medal 40-lecia Polski Ludowej
- Złote Odznaczenie im. Janka Krasickiego
- Srebrne Odznaczenie im. Janka Krasickiego

## Twórczość
- Asocjacje, wiersze (1963)
- Luminescencje, wiersze (1964)
- Okolica moich przyjaciół (1964)
- Nim podpalą niebo (1966)
- Rekomendacja (1968)
- Nietutejszy (1970)
- Linia (1971)
- Na spotkanie dnia (1973)
- Węże Groty (1973)
- Eufonie, wiersze (1975)
- Wejście przez sekretariat (1978)
- Patron dla bocznej ulicy (1980)
- Gwiżdżąc na śmierć (1985)
- Ciche dni (1988)

## Ekranizacja
- Linia (1974)[5], reż. Kazimierz Kutz[9], nominacja do Nagrody Lwy Gdańskie kat. najlepszy film, nagroda w kategorii najlepsza muzyka[10]